# Sri Lankas distrikt
Sri Lanka är indelat i 25 administrativa distrikt (singalesiska: දිස්ත්‍රි‌ක්‌ක, tamil: மாவட்ட). Distrikten är organiserade i nio provinser.

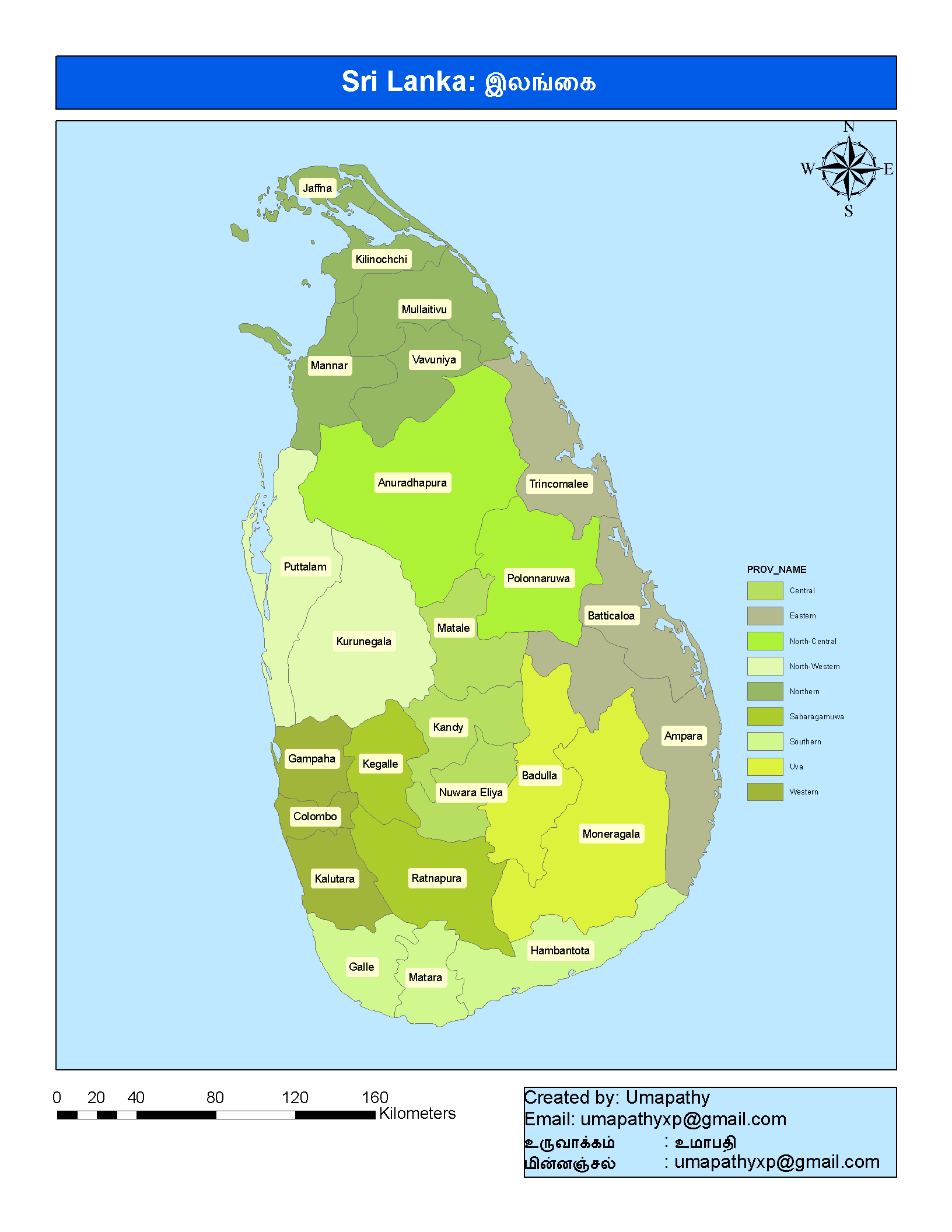
Karta över Sri Lankas distrikt.

- Central (Kandy)

1. Kandy District 2 365 km²
2. Matale District 1 987 km²
3. Nuwara Eliya District 1 228 km²

- North Central (Anuradhapura)

1. Anuradhapura District 7 128 km²
2. Polonnaruwa District 3 403 km²

- North (Jaffna)

1. Jaffna District 1 114 km²
2. Kilinochchi District 1 171 km²
3. Mannar District 1 963 km²
4. Mullaitivu District 1 580 km²
5. Vavuniya District 2 642 km²

- Eastern (Trincomalee)

1. Ampara District 2 984 km²
2. Batticaloa District 2 463 km²
3. Trincomalee District 2 616 km²

- North Western (Kurunegala)

1. Kurunegala District 4 771 km²
2. Puttalam District 2 976 km²

- Sabaragamuwa (Ratnapura)

1. Ratnapura District 3 237 km²
2. Kegalle District 1 663 km²

- Southern (Galle)

1. Galle District 1 673 km²
2. Matara District 1 246 km²
3. Hambantota District 2 593 km²

- Uva (Badulla)

1. Badulla District 2 818 km²
2. Moneragala District 7 133 km²

- Western (Colombo)

1. Colombo District 642 km²
2. Gampaha District 1 393 km²
3. Kalutara District 1 606 km²